# Markus Werba
Markus Werba  (né le 14 novembre 1973 à Villach, en Carinthie)  est un baryton autrichien.

## Biographie
Markus Werba étudie le chant dès l'âge de 16 ans, intègre le Conservatoire de Klagenfurt, puis Académie de musique et d'arts du spectacle de Vienne auprès de Walter Berry en 1992. Werba se produira dans la production de Cosi fan tutte de Giorgio Strehler à Milan en 1998.
Dès 1998, il est membre du Volksoper de Vienne et y interprète notamment Papageno, le Docteur Malatesta (Don Pasquale), le Docteur Falke (La Chauve-Souris), Dandini (La Cenerentola), Pappacoda (Une nuit à Venise), le lieutenant Montschi (Rêve de valse)... Son répertoire comprend également les rôles du Comte Almaviva (Les Noces de Figaro), de Bohus (Le Jacobin de Dvorak), d'Olivier (Capriccio). Il a interprété le rôle de Papageno de nombreuses fois, notamment à Salzbourg, Berlin, Lisbonne, à l’Opéra Bastille, au Teatro Massimo Vittorio Emanuele de Palerme, au Théâtre communal de Bologne, au Théâtre lyrique de Cagliari, au Reggio Emilia, à Ferrara, au Théâtre Comunale de Bolzano, au Théâtre du Capitole de Toulouse, à Lyon, au Festival de Salzbourg en 2005, 2006 et 2008, au Teatro San Carlo de Naples, au Théâtre Carlo-Felice de Gênes, au Los Angeles Opera, au Wiener Staatsoper, au Teatro Colón.

## Répertoire
Bellini
- Sir Riccardo Forth (I puritani)

Braunfels
- Wiedehopf (Die Vögel)

Britten
- Billy Budd (Billy Budd)
- Demetrius (A Midsummer Night's Dream)

Cavalli
- Mercurio (La Calisto)

Debussy
- Pelléas (Pelléas et Mélisande)

Donizetti
- Don Alfonso (La Favorita)
- Malatesta (Don Pasquale)
- Belcore (L'elisir d'amore)
- Lord Enrico Ashton (Lucia di Lammermoor)

Korngold
- Frank-Fritz (Die tote Stadt )

Lehár
- Danilo (La Veuve joyeuse)

Marschner
- Hans Heiling (Hans Heiling)

Massenet
- Athanaël (Thaïs)

Mozart
- Papageno (La Flûte enchantée)
- Figaro du Comte Almaviva (Les Noces de Figaro)
- Don Giovanni (Don Giovanni)
- Guglielmo (Cosi fan tutte)
- Nardo (La finta giardiniera)

Paisiello
- Giorgino (Il matrimonio inaspettato)

Rossini
- Figaro (Le Barbier de Séville)
- Dandini (La Cenerentola)

Thomas
- Hamlet (Hamlet)

Tchaikovsky
- Onéguine (Eugène Onéguine)

Strauss
- Eisenstein, Falke (La Chauve-souris)
- Pappadoca (Une nuit à Venise
- Arlequin (Ariane à Naxos)

Verdi 
- Marquis de Posa (Don Carlo)

Wagner
- Beckmesser (Die Meistersinger)
- Wolfram (Tannhäuser)

## Discographie et DVD
- Hans Heiling (Heinrich Marschner)
- Wolfang Amadeus Mozart, La finta giardiniera (Gens, Kučerová, Reinprecht, Donose, Ainsley, Graham-Hall, Werba, Ivor Bolton) 2006 Mozarteum Orchestra Salzburg
- Franz Schubert, Alfonso und Estrella (Mei, Trost, Werba) Orchestra and Chorus of Teatro Lirico di Cagliari